# James Polk
James Knox Polk (ur. 2 listopada 1795 w hrabstwie Mecklenburg, zm. 15 czerwca 1849 w Nashville) – prawnik, 11. prezydent Stanów Zjednoczonych (1845–1849).

## Młodość i edukacja
James Knox Polk urodził się 2 listopada 1795 w hrabstwie Mecklenburg, jako syn plantatora, Samuela Polka i jego żony Jane. W wieku 11 lat, przeprowadził się wraz z rodziną do Tennessee, gdzie postanowił przygotowywać się do kariery politycznej. W 1818 roku ukończył prawo na University of North Carolina, a następnie odbył praktykę prawniczą w Nashville.

## Kariera polityczna
Od 1821 do 1825 zasiadał w różnych legislaturach stanowych Tennessee, gdzie przyczynił się do uchwalenia ustawy zakazującej pojedynków. W 1824 wygrał wybory do Izby Reprezentantów, w której zasiadał nieprzerwanie do 1839. Jedną z jego pierwszych inicjatyw ustawodawczych była propozycja zmiany Konstytucji, dotyczącej sposobu wyboru prezydenta i wiceprezydenta. Zakładała ona wybory bezpośrednie, by nie dopuścić do sytuacji jaka miała miejsce w wyborach prezydenckich w 1824, kiedy to John Quincy Adams został prezydentem, pomimo że przegrał w głosowaniu powszechnym. Poprawka została jednak odrzucona.
Jako kongresmen wspierał pomysł likwidacji Banku Stanów Zjednoczonych, za czasów prezydentury Jacksona. Od 7 grudnia 1835 do 3 marca 1839 pełnił rolę spikera Izby Reprezentantów. Następnie przyjął propozycję zostania gubernatorem Tennessee, dlatego też zrezygnował z roli kongresmena. Stanowisko gubernatora zajmował od 1839 do 1841 roku.
W wyborach prezydenckich w 1844 roku Partia Demokratyczna planowała nominować Martina Van Burena, jednakże jego sprzeciw wobec aneksji Teksasu wzbudził wątpliwości wśród delegatów. Za radą Andrew Jacksona, nominację prezydencką uzyskał Polk, natomiast kandydatem na wiceprezydenta został George Dallas. Po zwycięstwie w wyborach powszechnych, Polk uzyskał 170 głosów w Kolegium Elektorskim, wobec 105 głosów dla kandydata Wigów – Henry’ego Claya.

## Prezydentura
Kiedy Polk objął fotel prezydenta, w Stanach Zjednoczonych rozwinął się ruch ekspansjonistyczny zwany „Boskim Przeznaczeniem”. Termin ten został po raz pierwszy użyty 27 grudnia 1845, przez Johna Sullivana, redaktora nowojorskiej gazety codziennej „Morning News”. Miał on walny wpływ na charakter prezydentury Polka.
Kiedy 29 grudnia 1845 prezydent podpisał akt aneksji Teksasu, Meksyk zerwał stosunki dyplomatyczne ze Stanami Zjednoczonymi. Pomimo kilku prób nawiązania kontaktu, poseł amerykański był konsekwentnie odprawiany, przez co Polk postanowił wysłać do Teksasu wojska, by umocnić granicę. Nakazał jednak generałowi Zachary’emu Taylorowi, by nie naruszył terenów meksykańskich i nie traktował Meksyku jak wroga. Wiosną 1846 oddziały Taylora dotarły pod Rio Grande i wkrótce potem zostały zaatakowane przez wojska meksykańskie. Latynosi liczyli na poparcie mocarstw europejskich, zwłaszcza Anglii, biorąc pod uwagę spór o Oregon. 11 maja 1846 prezydent przedstawił w Kongresie akt wypowiedzenia wojny Meksykowi, który został przegłosowany przez Izbę Reprezentantów (głosy – 174:14) i Senat (głosy – 40:2). Dwa dni później Polk podpisał akt, który zezwalał na wydatkowanie 10 milionów dolarów na rekrutację 50 tysięcy ochotników. Początkowo wojska amerykańskie odniosły sukcesy m.in. w bitwie pod Monterrey 21 września 1846. Szansą na szybkie zakończenie wojny był powrót generała Santa Anny, który początkowo nie sprzeciwiał się amerykańskim planom. Kiedy jednak objął władzę i zobaczył skalę antyamerykańskich nastrojów w Meksyku, postanowił kontynuować wojnę. Po zwycięskich bitwach pod Santa Fe i Monterrey, wojska generała Stephena Watta Kearny’ego zajęły Nowy Meksyk i Kalifornię. Ponieważ James Polk obawiał się rywalizacji politycznej z Zachary’m Taylorem, wysłał generała Winfielda Scotta, by zdobył stolicę Meksyku. Jego armia wylądowała w Veracruz 9 marca 1847 i zdobyła miasto trzy dni później. Następnie pokonała wojska Santa Anny w bitwie pod Cerro 17 kwietnia i ruszyła na stolicę. Tymczasem w amerykańskiej opinii publicznej nasilały się nastroje antywojenne, zwłaszcza w kręgach abolicjonistów i mieszkańców stanów północnych. Aby skrócić wojnę i jednocześnie nie dopuścić by Meksyk kolejny raz odmówił przyjęcia posła USA, Polk wysłał nieoficjalne Nicholasa Trista na misję dyplomatyczną (15 kwietnia 1847). Poseł otrzymał polecenie zaproponowania 30 milionów dolarów za zakup Kalifornii i Nowego Meksyku, a także przejęcie wszelkich zobowiązań Meksyku wobec USA. Po początkowych nieporozumieniach, Trist nawiązał współpracę z generałem Scottem, wraz z którym usiłował wynegocjować, a następnie wymóc na Meksyku podpisanie traktatu pokojowego. 24 sierpnia zawarto tymczasowy rozejm i rozpoczęto negocjacje, jednak zakończyły się one niepowodzeniem i Stany Zjednoczone wznowiły wojnę 8 września. Pięć dni później wojska amerykańskie zajęły twierdzę Chapultepec, a 14 września – stolicę. Po tych wydarzeniach Trist został odwołany do Waszyngtonu, jednak odwlekał swój wyjazd i wbrew rozkazom, kontynuował negocjacje. 2 lutego 1848 udało mu się podpisać traktat pokojowy, który przewidywał, że Stany Zjednoczone otrzymają za 15 milionów dolarów: Nowy Meksyk i Kalifornię, a granica będzie przebiegać na rzece Rio Grande. Prezydent przesłał traktat Senatowi 22 lutego 1848, a ten ratyfikował go 10 marca, stosunkiem głosów 38:14. Mimo tego, że Stany Zjednoczone uzyskały większe tereny, niż początkowo chciały, na fali zwycięskiej wojny w kraju organizował się silny ruch na rzecz aneksji całego Meksyku.
Na fali Boskiego Przeznaczenia Polk zainteresował się aneksją Oregonu, który obejmował tereny ograniczone 42. i 54. równoleżnikiem, a od wschodu Górami Skalistymi. Oregon należał wówczas do Anglii, dlatego też jego przyłączenie do Unii, mogło spowodować wojnę angielsko-amerykańską, na którą USA nie mogły sobie pozwolić. W 1845 ekspansjonistyczny ruch na rzecz aneksji przybrał na sile, ze względu na liczbę Amerykanów mieszkających na tamtym terenie. Prezydent wysłał swojego sekretarza stanu Jamesa Buchanana, na negocjacje z posłem brytyjskim w Waszyngtonie, Richardem Pakenhamem. Buchanan wyszedł z propozycją ustanowienia północnej granicy na 49. równoleżniku, lecz została ona natychmiast odrzucona. Niebawem jednak Londyn sam wystosował taką propozycję, obawiając się otwartej konfrontacji ze Stanami Zjednoczonymi. Polk otrzymał te propozycje 6 czerwca 1846 roku i postanowił przedstawić je Senatowi do rozpatrzenia. Stosunkiem głosów 37:12 Senat ratyfikował układ 12 czerwca, natomiast Buchanan i Pakenham podpisali go trzy dni później.
Polk wprowadził także uzupełnienie do doktryny Monroego, które dotyczyło półwyspu Jukatan („uzupełnienie Polka”). Wiosną 1848 władze półwyspu zaproponowały sprzedaż terenu Stanom Zjednoczonym, Hiszpanii i Anglii. Nie chcąc dopuścić do tego, by mocarstwo europejskie zagarnęło ziemie z zachodniej półkuli, Polk zaproponował okupację wojskową Jukatanu. Wkrótce potem lokalne władze półwyspu wycofały ofertę. Plany ekspansjonistyczne prezydenta obejmowały także Kubę, która była terenem pożądanym zarówno przez rzeczników „Boskiego Przeznaczenia” z Północy, jak i właścicieli niewolników z Południa (spowodowałoby to wzmocnienie pozycji stanów niewolniczych). Prezydent zaoferował Hiszpanii 100 milionów dolarów za zakup wyspy, jednak rząd w Madrycie zdecydowanie odrzucił wszelkie możliwości negocjacji w tej sprawie.

## Emerytura i śmierć
Ze względu na słaby stan zdrowia, Polk zrezygnował ze starań o reelekcję w wyborach w 1848 roku. Po wyprowadzce z Białego Domu osiadł na swojej posiadłości w stanie Tennessee. Zmarł na cholerę 15 czerwca 1849 w Nashville, zaledwie nieco ponad trzy miesiące po zakończeniu prezydentury.

## Życie prywatne
W 1824 roku James Polk poślubił wdowę Sarah Childress. Kiedy został prezydentem jego żona, prócz roli Pierwszej Damy, była także sekretarką Polka. Para nie miała dzieci.